# Digonocryptus rufigaster
Digonocryptus rufigaster là một loài tò vò trong họ Ichneumonidae.